# Amarakaeri
L'amarakaeri (ou amaracaire, amarakaire, mashco, ce dernier terme étant péjoratif) est une langue amérindienne d'Amérique du Sud, parlée au Pérou dans la région de Madre de Dios, le long du río Madre de Dios et du río Colorado.

## Locuteurs
L'amarakaeri est parlé par les groupes des Kochimberi, Küpondirideri, Wíntaperi, Wakitaneri et Kareneri. Il ne compte qu'environ 500 locuteurs en 1987, les peuples l'utilisant se tournant maintenant vers l'espagnol, mais il est encore parlé par les enfants de quelques communautés en 2012.